# Kathedraal van Amsterdam

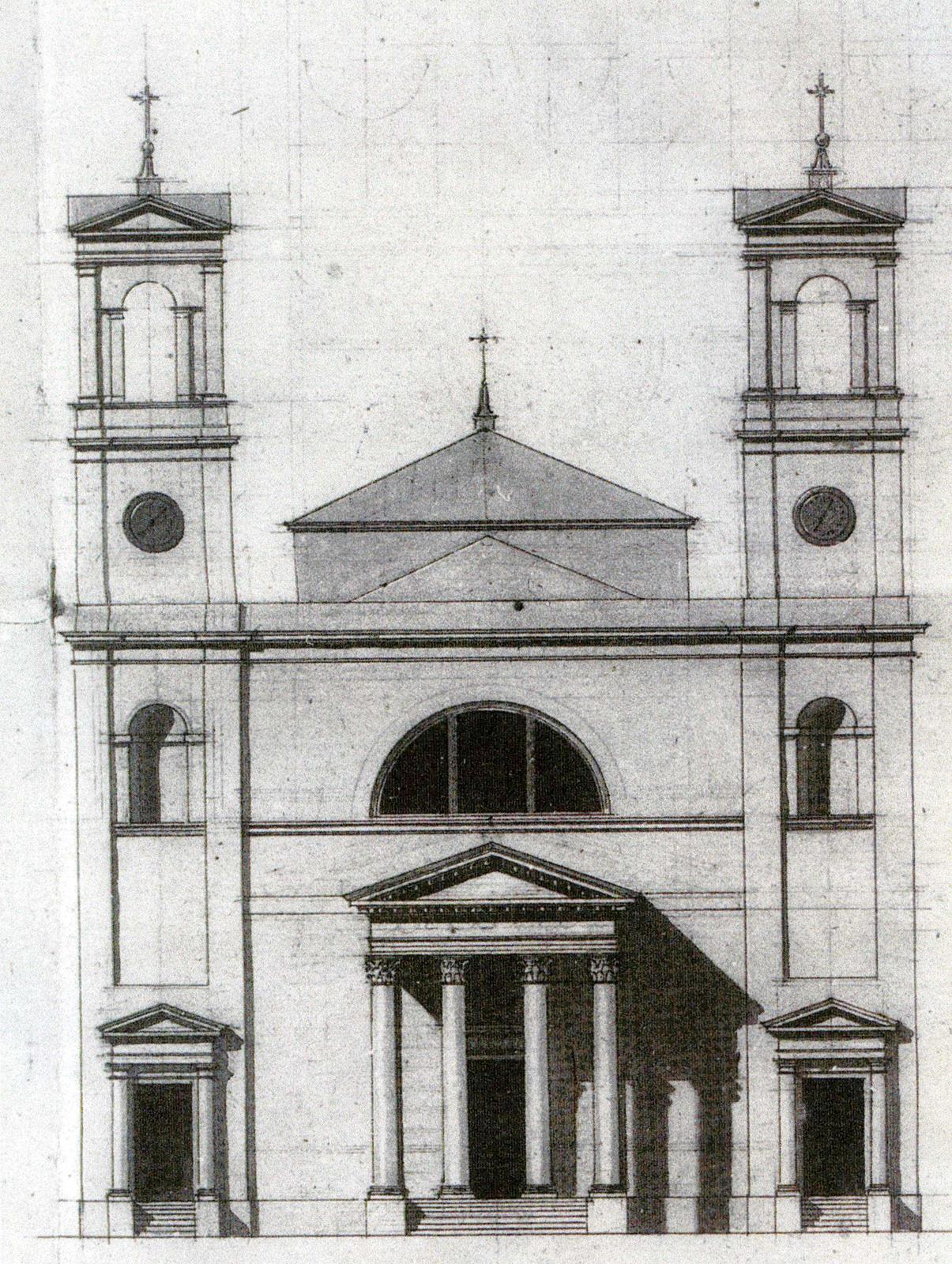
Voorgevel van het ontwerp van Jan de Greef voor een kathedraal op de Nieuwmarkt in Amsterdam, ca. 1828/1829

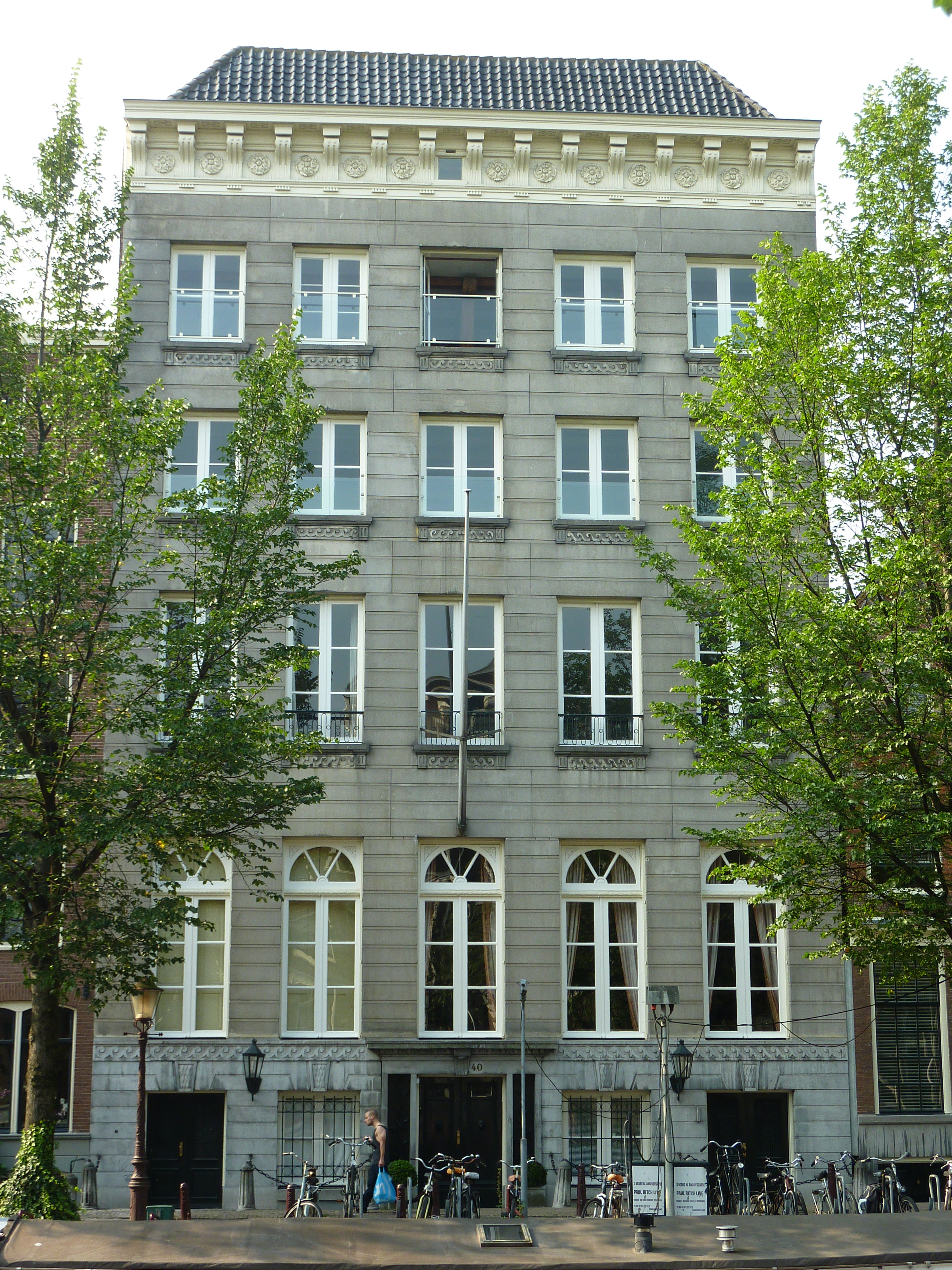
Herengracht 40, bestemd tot bisschoppelijk paleis

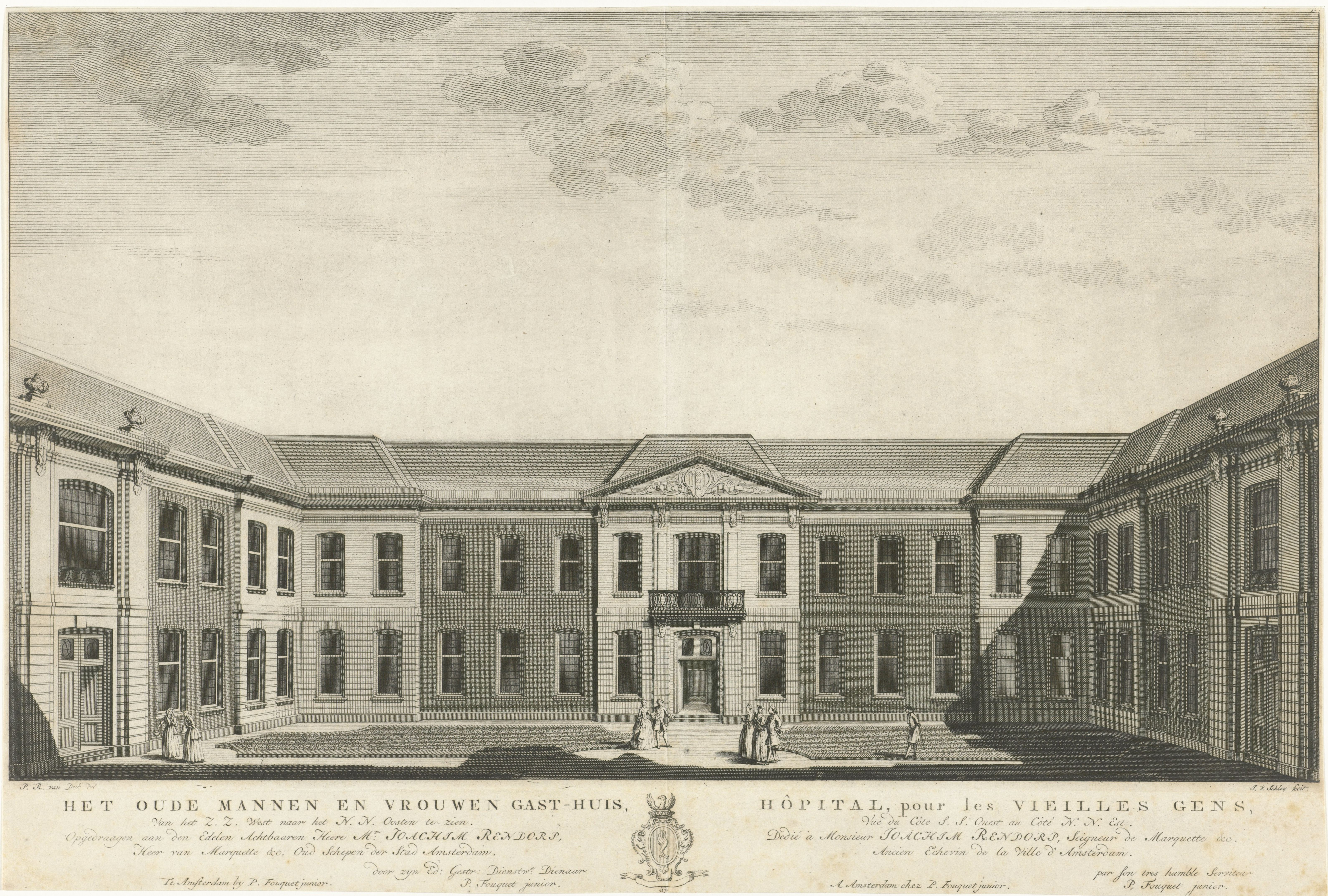
Het Oudemannenhuis, bestemd tot seminarie

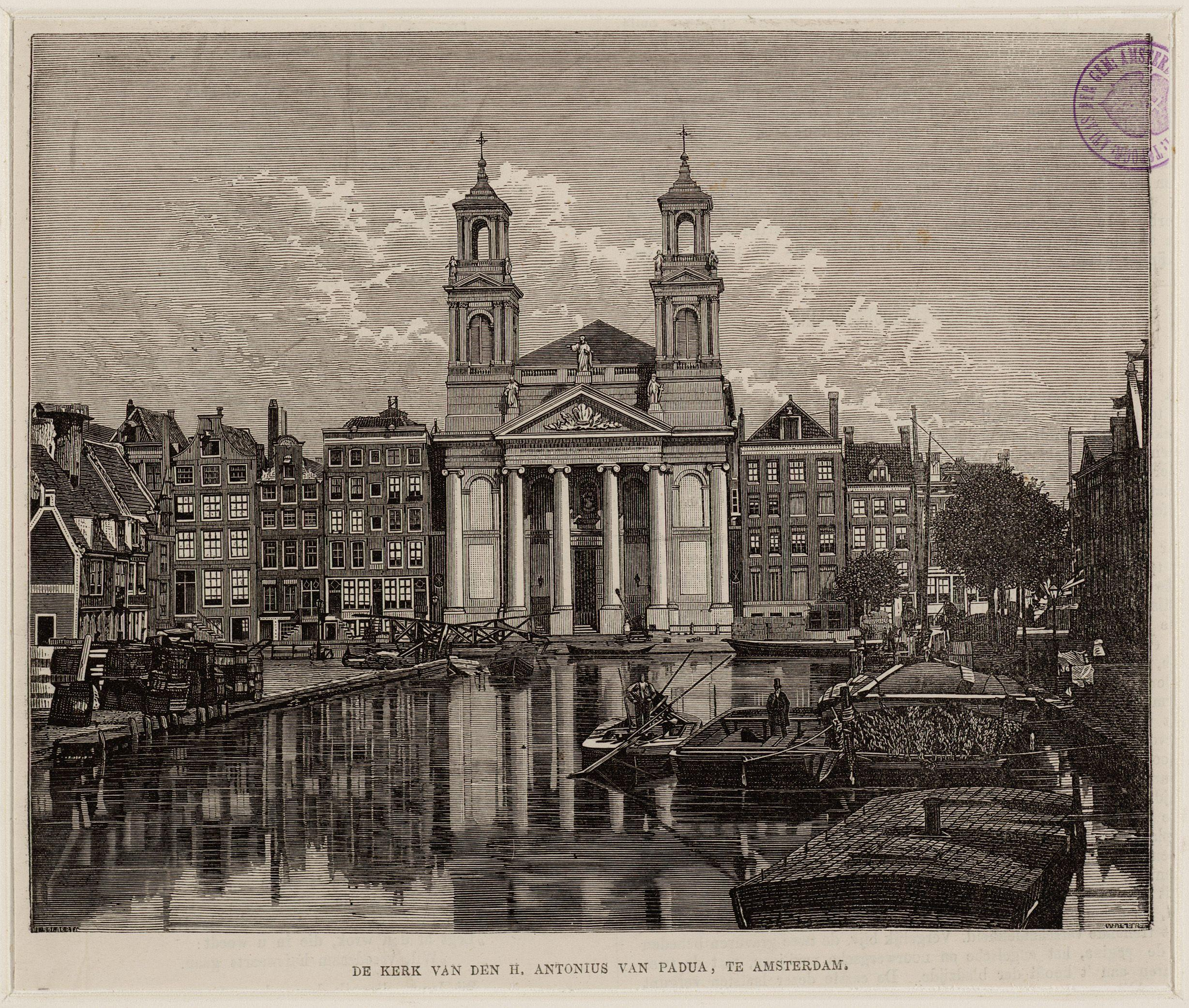
Mozes en Aäronkerk kort na de voltooiing, met de voorgevel als afsluiting van een gracht, zoals bij de kathedraal bedoeld

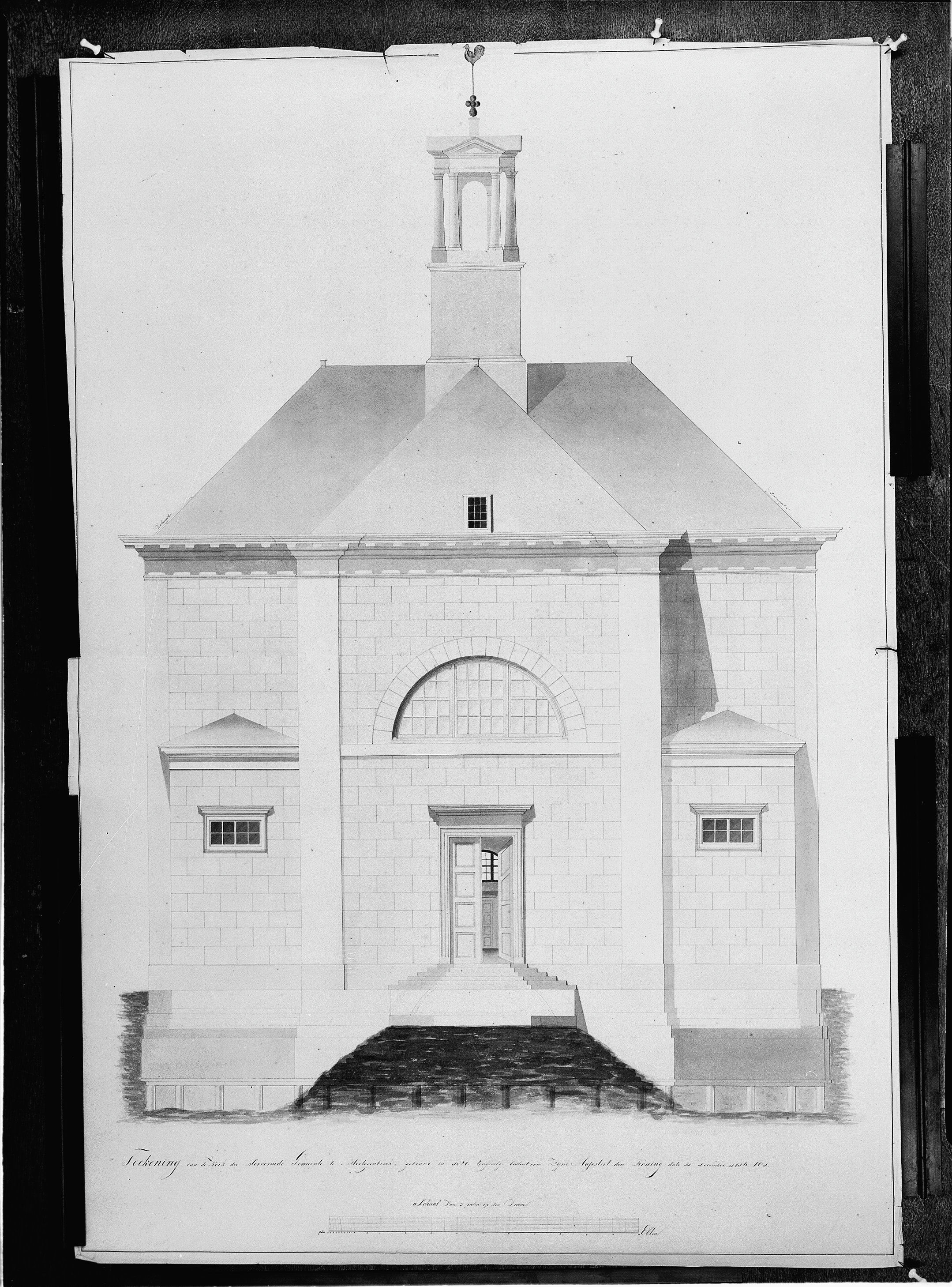
Ontwerp van Jan de Greef voor de Grote Kerk in 's-Hertogenbosch

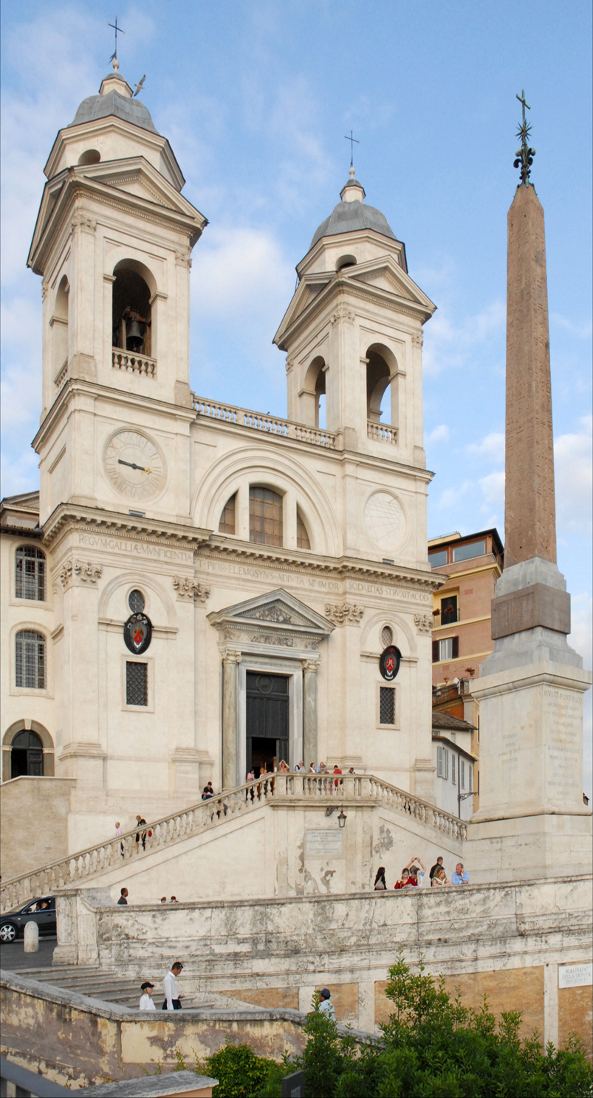
SS.Trinità dei Monti in Rome

De Kathedraal van Amsterdam is een onuitgevoerd project van stadsbouwmeester Jan de Greef voor de bouw van een rooms-katholieke kathedraal op de Nieuwmarkt in Amsterdam, naar aanleiding van het Concordaat van 1827 dat in het Herstel van de bisschoppelijke hiërarchie in Nederland voorzag.

## Historische achtergrond
Na de samenvoeging van Nederland en België tot Verenigd Koninkrijk der Nederlanden (1815) ontstond al spoedig de noodzaak van een overeenkomst met het Vaticaan, omdat koning Willem I ook als protestant medezeggenschap wenste over de benoeming van nieuwe bisschoppen in de zuidelijke rijkshelft. Daar was de rooms-katholieke hiërarchie, anders dan in het noorden, in de Spaanse en Oostenrijkse tijd ongeschonden blijven bestaan.
Dit leidde op 18 juni 1827 tot het sluiten van een concordaat tussen Willem I en paus Leo XII. Daarin werd tevens besloten om dan ook meteen in het noorden, waar de katholieke kerk pas door de Bataafse Revolutie (1795) was gelegaliseerd, de bisschoppelijke hiërarchie te herstellen. Het grondgebied van de oude Republiek werd over twee nieuwe bisdommen verdeeld die onder het enige aartsbisdom van het koninkrijk, Mechelen, zouden ressorteren: 's-Hertogenbosch en Amsterdam.
Het nieuwe bisdom Amsterdam zou de provincies Holland, Utrecht, Overijssel, Drenthe, Friesland en Groningen omvatten. Bewust werd niet gekozen voor herstel van de middeleeuwse bisschopszetel Utrecht, omdat dat bij protestanten als de stad van de Unie van Utrecht (1579) op grote bezwaren zou stuiten. Bovendien resideerde daar al een oudkatholieke bisschop, en Willem I hoopte zo een door hem gewenste toekomstige terugkeer van de oudkatholieken in de rooms-katholieke kerk te vergemakkelijken. Om die reden kwam ook herstel van de in 1559 gecreëerde bisschopszetel van Haarlem niet in aanmerking.
De Belgische Revolutie van 1830 onttrok de bodem aan het concordaat van 1827. Ook in het noorden bleef uitvoering zo achterwege, en de bisschop van Amsterdam kwam er nooit. Omdat het noorden bijzaak was geweest, werd het ook niet door een nieuw concordaat tussen Rome en Den Haag vervangen. Toen in 1853 alsnog een Nederlandse rooms-katholieke kerkprovincie werd opgericht, viel Amsterdam onder het nieuwe bisdom Haarlem.

## Benodigde bisschoppelijke gebouwen
Na de sluiting van het concordaat kreeg de (protestantse!) Amsterdamse stadsbouwmeester Jan de Greef (1784-1834) vanuit Den Haag eerst de opdracht om op zoek te gaan naar gebouwen die geschikt zouden zijn om als kathedraal, bisschoppelijk paleis en bisschoppelijk seminarie in te richten. Nadat de enige bestaande volwaardige katholieke kerk van de stad, de St. Catharinakerk aan het Singel, voor vergroting ongeschikt was bevonden, werd al snel duidelijk dat er een nieuwe kathedraal gebouwd zou moeten worden, en wel aan een ruim plein.
Daarvoor kwamen alleen de Herenmarkt en de Nieuwmarkt in aanmerking. De keus viel al snel op de Nieuwmarkt, waarvoor dan de Waag gesloopt zou worden. De Greef maakte daarvoor in 1828 of 1829 een ontwerp, met diverse varianten.
Als bisschoppelijk paleis kwam men uiteindelijk uit op de voormalige residentie van Charles-François Lebrun als stadhouder-prins van de Hollandse departementen tijdens de Franse inlijving (1810-1813) aan de Herengracht (no.40), als seminarie op het Oudemannenhuis. Eerder waren ook o.m. het Trippenhuis (als bisschoppelijk paleis), het Maagdenhuis (voor zowel het een als het ander) en de Oranje-Nassau Kazerne (voor beide samen) overwogen, en als kathedraal zelfs de Oude Lutherse Kerk (!) aan het Spui.
Drie weken nadat directeur-generaal voor R.K. Eeredienst François de Pélichy de Lichtervelde op 4 augustus 1830 zijn eindrapport indiende, brak in Brussel de opstand uit en wordt het project van De Greef bijgezet in het geheim archief van het departement.

## Het bouwproject
De kathedraal zou noord-zuid op de Nieuwmarkt geplaatst worden, in een vrijstaande positie, met de voorgevel naar de Kloveniersburgwal, die daarmee als zichtas zou fungeren.
De Greef had een gebouw ontworpen met de hoofdlijnen van een middeleeuwse kathedraal, alleen in neoclassicistische stijl: een kruisbasiliek met drie door colonnades gescheiden schepen en niet-uitspringend transept, rondgesloten koor met lagere kooromgang, en een façade met twee identieke torens en een kleine portico van vier zuilen in het midden. In een van de varianten waren de twee torens vervangen door en enkele in het midden, boven de portico die daarbij zes zuilen telde.
Opvallend aan de torens was de bekroning in de vorm van een kruisdak tussen vier driehoekige frontons, een motief dat De Greef al eerder bij de hervormde Grote Kerk in 's-Hertogenbosch (1818-1821) had toegepast. Dat gold ook voor het grote halfronde thermenvenster boven de zuilenportiek, dat in de zijgevels en de gevel van het transept terugkeerde. Dit motief had De Greef vermoedelijk ontleend aan de SS.Trinità dei Monti (1564-1585) bovenaan de Spaanse Trappen in Rome, om de hoek van de Académie de France in de Villa Medici waar hij van 1811 tot 1813 met een Nederlandse studiebeurs verbleef.
De traditionele hoofdopzet van De Greefs kathedraal - een kruisbasiliek met tweetorenfaçade - gaat waarschijnlijk terug op de prijsvraag voor een kathedraal voor de [Grand Prix van de École des Beaux-Arts van 1809, midden tijdens zijn aan Rome voorafgaande studieperiode in Parijs als leerling in het atelier van Hippolyte Le Bas.
In het prijsvraagprogramma werd expliciet een basilicaal kerkgebouw met twee torens verlangd, en geen koepelkerk met een kruisvormig grondplan, zoals in de laatste decennia voor grote kerken gangbaar was geweest, met als belangrijkste voorbeeld het Panthéon (1764-1790). De tweede prijs ging naar De Greefs medeleerling in hetzelfde atelier, E.J.L. Grillon. Lebas zelf had al in 1801 een kleinere academieprijsvraag voor een kathedraal met een soortgelijk ontwerp gewonnen.
Vermoedelijk vormde deze bekroonde prijsvraagontwerpen ook de inspiratiebron voor de tweetorenfacades van de St. Vincent-de-Paul in Parijs (1824-1844) van Jacques Hittorff en de Hanover Chapel in Londen (1823-1825) van Charles Robert Cockerell. Op weg naar Rome bezochten beiden de verwante St. Vincent in Mâcon (1808-1818) van de invloedrijke Parijse architect Guy de Gisors; mogelijk heeft De Greef in 1811 dezelfde route gevolgd en de kerk in aanbouw gezien.

## Relatie met de Mozes en Aäronkerk
Het onuitgevoerde project van De Greef moet na 1830 in handen zijn beland van Arnoldus van Giessen, de bouwpastoor van de Mozes en Aäronkerk (1837-1841). Van Giessen heeft het achtereenvolgens door de architecten Theo Molkenboer en Wilhelmus Jacobus Johannes Offenberg tot een bouwplan voor een nieuwe kerk voor zijn Franciscanerstatie laten omwerken.
Op basis daarvan maakte de Vlaming Tieleman Franciscus Suys (1783-1861), net als De Greef gewezen hofarchitect van Willem I en tegelijk met hem pensionnaire in Parijs en Rome, een definitief ontwerp, dat onder leiding van Offenbergs schoonvader Johannes van Straaten werd uitgevoerd. Net als bij de geplande kathedraal vormde de voorgevel indertijd de afsluiting van een gracht.
Het belangrijkste verschil met de Kathedraal: de kruisbasiliek met ronde kooromgang werd in een transeptloze driebeukige hallenkerk met rechte sluiting veranderd. Inwendig worden de zuilen niet door een architraaf, maar door ronde bogen verbonden. De halfronde vensters zijn door rondboogvensters vervangen. Behouden bleven aan de voorgevel de beide torens ter weerszijden van de (sterk vergrote) zuilenportiek. De Mozes en Aäron is de enige neoclassicistische kerk in Nederland met een tweetorenfaçade. Even later zou Suys dit motief nog in een neobarokke versie herhalen bij de St.Jozef in Brussel (1842-1849).

## Verwante neoclassicistische kerken met twee torens

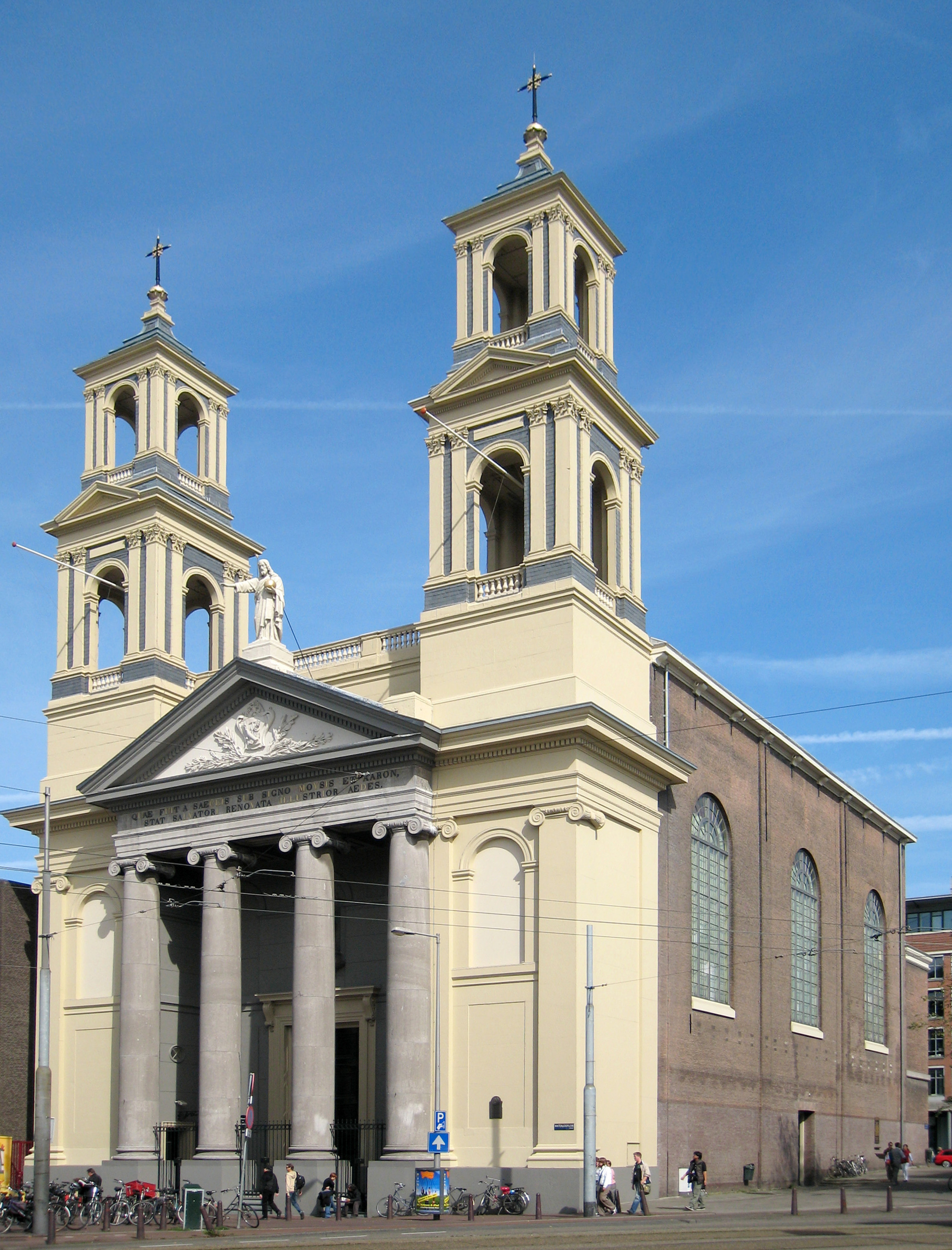
Mozes en Aäronkerk in Amsterdam (1837-1841)
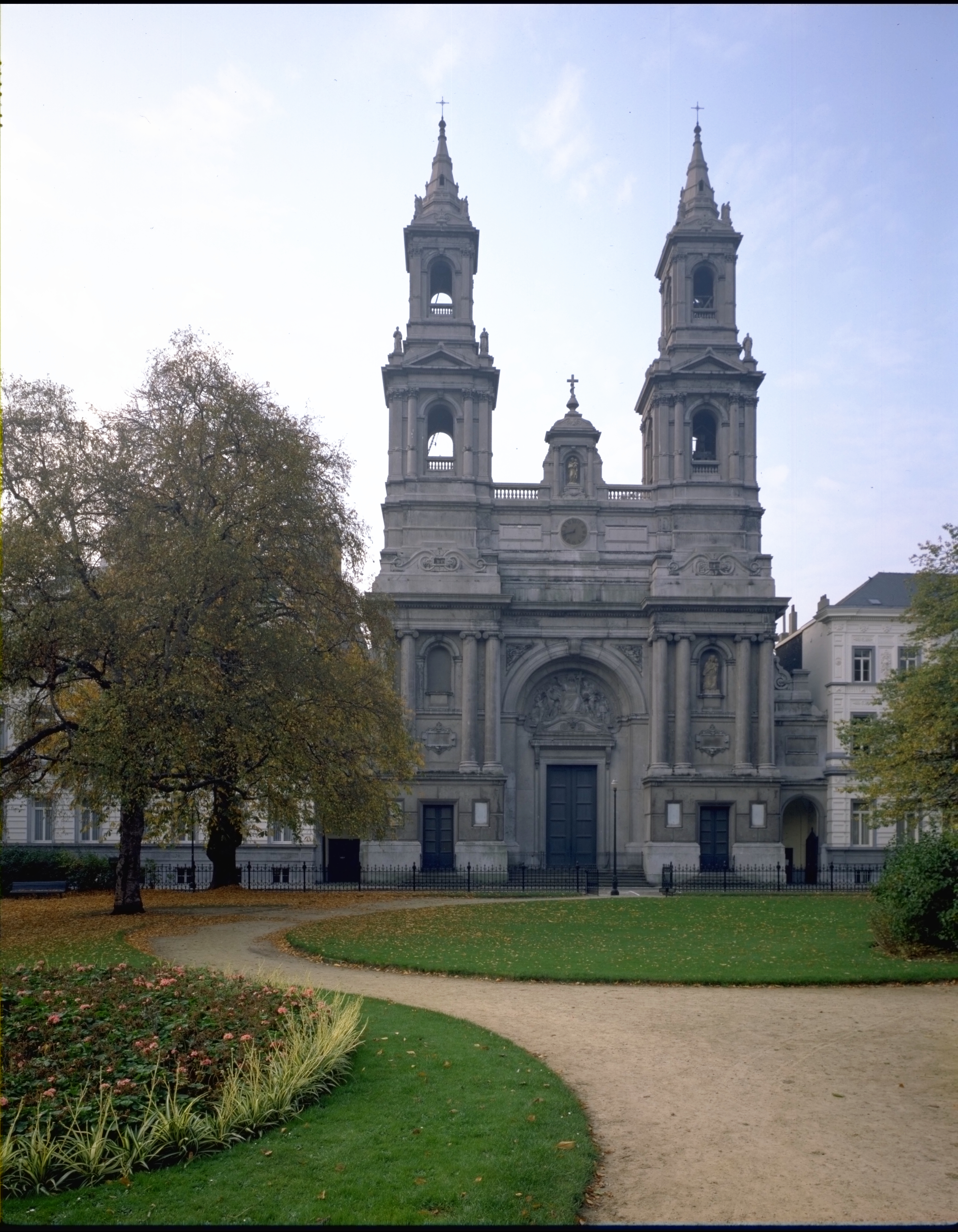
St.Jozefkerk in Brussel (1842-1849)
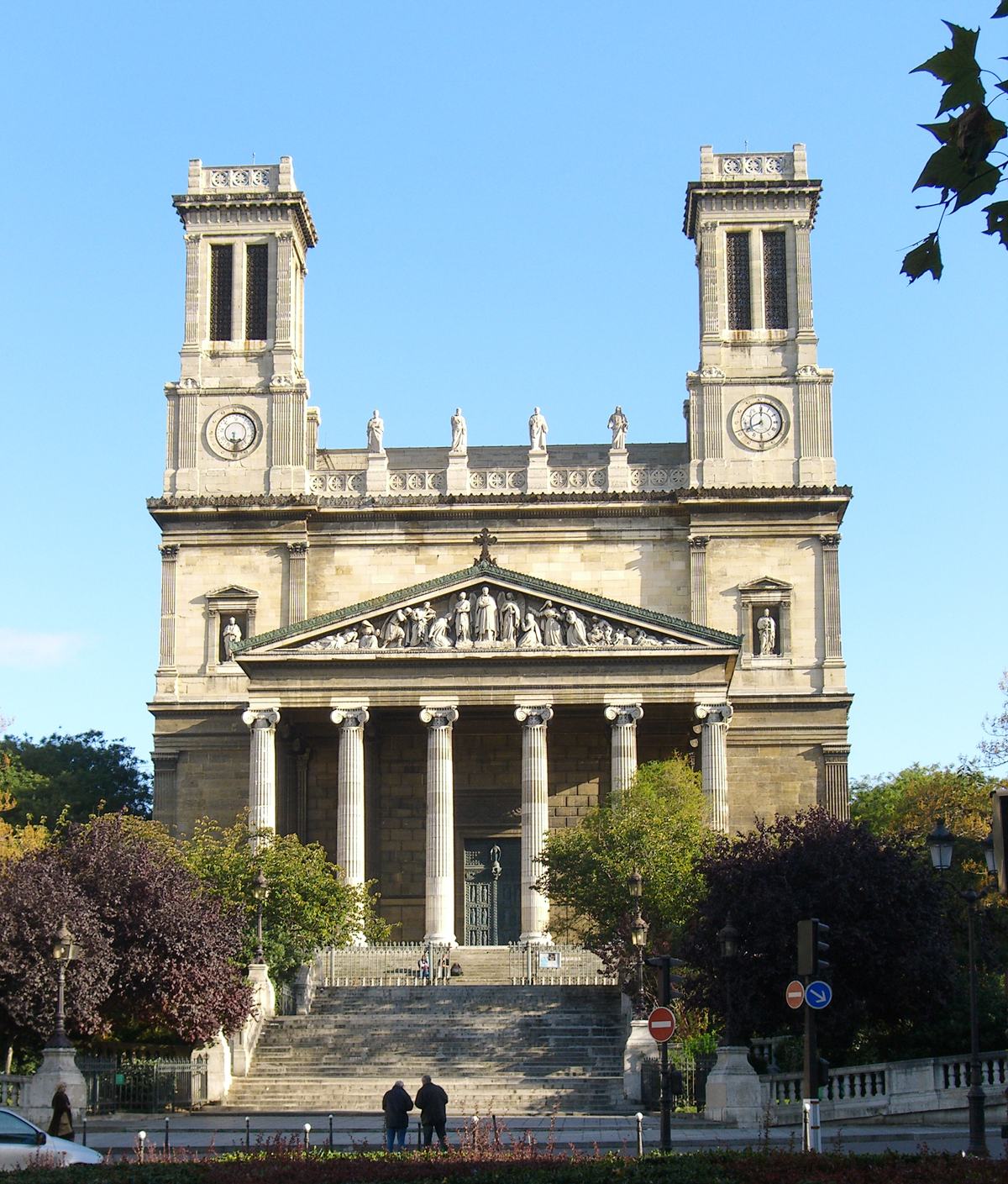
St.Vincent-de-Paul in Parijs (1824-1844)
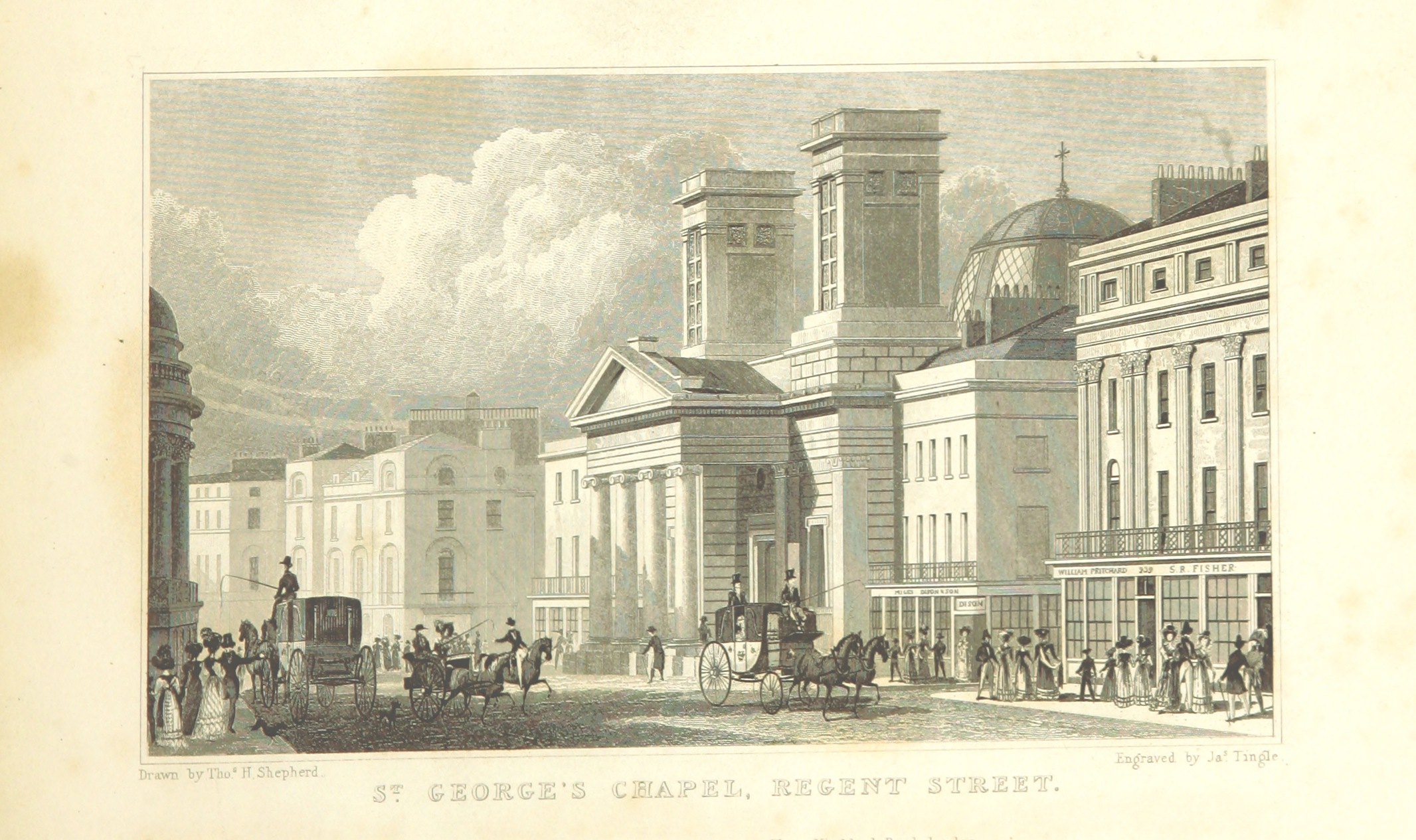
Hanovers Chapel in Londen (1823-1825)
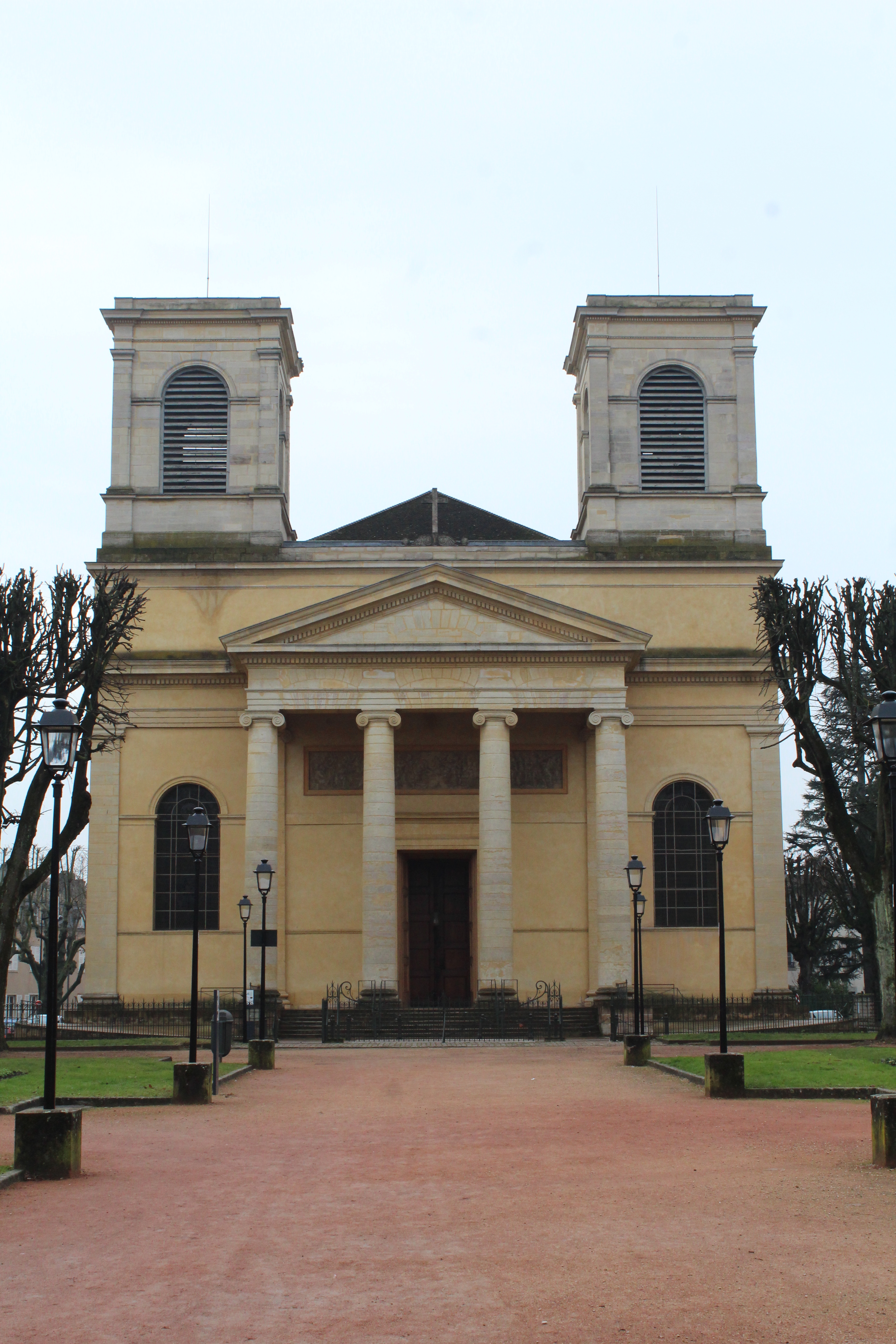
St.Vincent in Mâcon (1808-1818)